# La Torre dels Xuts
La Torre dels Xuts és la muntanya més alta de l'antic terme de Tremp, que se circumscrivia quasi exclusivament al nucli urbà actual. És un turó situat al nord-est de la ciutat, i des d'ell es domina la ciutat i el seu entorn més immediat.
Antigament havia estat motiu de disputa entre Tremp i Talarn, i havia estat seu d'una quadra rural, anomenada Quadra de Margarit.
La Torre dels Xuts conté el vèrtex geodèsic 259088001.